# Stichting Menno van Coehoorn
Stichting Menno van Coehoorn is een organisatie die zich inzet voor het behoud van militair erfgoed in of gerelateerd aan Nederland, zoals forten en vestingsteden. De stichting werd opgericht in 1932 naar aanleiding van de dreigende sloop van de vestingwerken van Naarden en Willemstad en is vernoemd naar de 17e-eeuwse vestingbouwkundige Menno van Coehoorn. De stichting is gevestigd op de Mariaplaats in Utrecht.
Bij Koninklijk besluit van 28 mei 1926 werd de vesting Naarden als vestingwerk opgeheven. Dit tot groot genoegen van het gemeentebestuur, die al al sinds 1919 plannen maakte om de wallen te slopen en de gracht te dempen. In 1921 had de Rijkscommissie voor de Monumentenzorg de vesting op een voorlopige lijst geplaatst en daarmee bepaald dat de vesting moest worden bewaard. Dat het Nederlandse leger zich niet volledig terugtrok uit de vesting werkte ook niet in het voordeel van de gemeente. De angst dat het gemeentebestuur toch de plannen zou doordrukken, bracht op 9 november 1927 een groep sympathisanten bijeen in Amsterdam. Zij besloten tot de oprichting van een comité voor het behoud van de vestingwerken Naarden. In een volgende vergadering werd besloten een stichting op te richten met als doel vestingen zo goed als mogelijk te bewaren en eventueel te herstellen. Deze stichting kreeg de naam van de vestingbouwkundige Menno van Coehoorn. De eerste voorzitter was de voormalig Opperbevelhebber van de Nederlandse Land- en Zeemacht Cornelis Jacobus Snijders. In het bestuur was ook de gemeente Naarden vertegenwoordigd. Het verschil in inzicht verdween niet en toen in 1931 de stichting formeel werd opgericht trok de gemeente zich terug uit het bestuur.
De stichting heeft, in samenwerking met diverse partners, een groot aantal bouwwerken weten te behouden door plaatsing op de monumentenlijst zoals het Fort bij Rijnauwen. Verder heeft de stichting geholpen de Stelling van Amsterdam op de UNESCO Werelderfgoedlijst te krijgen hetgeen in 1996 met succes werd beloond.